# Десна (приток Днепра)
Десна́ (укр. Десна) — большая река, протекающая в Европейской части России и по территории Украины, левый приток Днепра, самый длинный из его притоков. Длина реки — 1130 км. Относительно судоходна от устья до Новгорода-Северского (535 км), уровень воды начиная с 2014 года в районе г. Чернигова в некоторой степени понизился, нерегулярное судоходство до Жуковки (выше Брянска). Площадь водосборного бассейна — 88,9 тыс. км².

## Этимология
Название сравнивают с ст.‑слав. дєснъ — «правый». Десна — левый приток Днепра, но правая река Днепра, если идти по нему вверх против течения.

## Описание
Десна берёт исток в пределах Смоленской возвышенности, из торфяного болота Голубев Мох, близ Ельни. Протекает по Смоленской и Брянской областям России, Черниговской, Сумской и Киевской областям Украины. Впадает в Днепр на северной окраине Киева.
В верхнем течении берега реки низинные и болотистые, ниже Брянска правый берег повышается. После впадения Сейма долина расширяется, много проток и стариц. Ледостав с декабря по начало апреля. Весной большое половодье. Средний расход воды в устье 360 м³/с.
Минерализация воды реки Десна (город Чернигов) в среднем составляет: весеннее половодье — 271 мг/дм³; летне-осенняя межень — 351 мг/дм³; зимняя межень — 376 мг/дм³.
В Смоленской области самым крупным и значимым водным объектом на Десне является Десногорское водохранилище, созданное для нужд Смоленской АЭС, находящейся в Десногорске.
На правом берегу Десны у северо-западной окраины села Хотылёво находится палеолитическая стоянка Хотылёво 2 (в 20 км выше Брянска), которая содержит очень специфические, редкие для Русской равнины формы острий типа граветт. У села Пушкари находятся позднепалеолитические памятники Пушкари I, Погон, Бугорок (Пушкари IX).
С древних времён Десна являлась важным транспортным путём, соединявшим Киевщину с бассейном Дона (по Сейму) и бассейном Оки (по Болве). Поселения роменской культуры в районе Нижней Десны исчезают в конце IX — начале X века в результате военного разгрома. Граница между роменской и древнерусской культурами отодвигается вверх по Десне — в это время самой южной точкой со стороны роменцев было городище у села Слободка, а с киевской стороны пограничным был город Сновск. На памятниках среднего течения Десны доля круговой керамики в первой половине X века не превышала 30—40 %, во второй половине X века достигает 75 %. Керамика «шестовицкого типа» проникала в Среднее Подесенье из Нижнего (Черниговского) Подесенья. В изданных И. И. Срезневским «Сказаниях о святых Борисе и Глебе», поход князя Бориса Владимировича в 1015 году заканчивается умиротворением неких городов («оумиривъ грады»). По данным археологии, в это время погибли роменский предшественник древнерусского Новгорода-Северского, поселения у сёл Пушкари, Свердловка, Сосница, Роговка, городища у сёл Горбово и Слободка.

## Притоки
- Правые: Убедь, Мена, Снов, Белоус, Замглай, Судость, Болдачевка, Габья, Сеща, Стрижень, Волосовка, Песочня, Стряна, Пулка;
- Левые: Остёр, Сейм, Ветьма, Присмара, Болва, Снежеть, Навля, Нерусса, Ивотка, Шостка, Знобовка, Свига, Вересочь, Смолянка (нижняя), Смолянка (верхняя), Ревна, Вздвижа, Осота, Эсмань, Стрижень, Старик.

## Города и посёлки на Десне
- Смоленская область: Ельня, Десногорск и село Екимовичи.
- Брянская область: село Снопот, Жуковка (устье левого притока Ветьма), Гостиловка, Сельцо, Брянск, пгт Выгоничи, Трубчевск, пгт Белая Берёзка.
- Черниговская область: Новгород-Северский, пгт Короп, пгт Сосница, пгт Макошино, село Куковичи, село Максаки, село Ушня, Чернигов, Остёр, пгт Десна.
- Сумская область: село Пироговка.
- Киевская область: сёла Хотяновка, Пирново, Боденьки, Высшая Дубечня, Пуховка, Рожны.